# Libyssa
Libyssa (în greacă veche Λίβυσσα, romanizat Libyssa) a fost un oraș grec antic din Bitinia, Asia Mică, în actualul teritoriu al Republicii Turcia, situat pe drumul dintre Calcedon și Niceea, pe malul Golfului Astacului.
În Libyssa s-a aflat mormântul generalului punic Hannibal.